# Orectogyrus schubotzi
Orectogyrus schubotzi is een keversoort uit de familie van schrijvertjes (Gyrinidae). De wetenschappelijke naam van de soort is voor het eerst geldig gepubliceerd in 1921 door Alwarth.